# Ärentuna distrikt
Ärentuna distrikt är ett distrikt i Uppsala kommun och Uppsala län. 
Distriktet ligger i norra delen av kommunen. 

## Tidigare administrativ tillhörighet
Distriktet inrättades 2016 och utgörs av socknen Ärentuna i Uppsala kommun.
Området motsvarar den omfattning Ärentuna församling hade vid årsskiftet 1999/2000.